# 雙江禹王宮
雙江禹王宮位於重慶市潼南縣雙江鎮正街43號，文物遺址年代為清代，2009年12月15日列為第二批重慶市文物保護單位。